# Matayba oppositifolia
El macurije o Matayba oppositifolia es una especie  de planta fanerógama perteneciente a la familia Sapindaceae.  

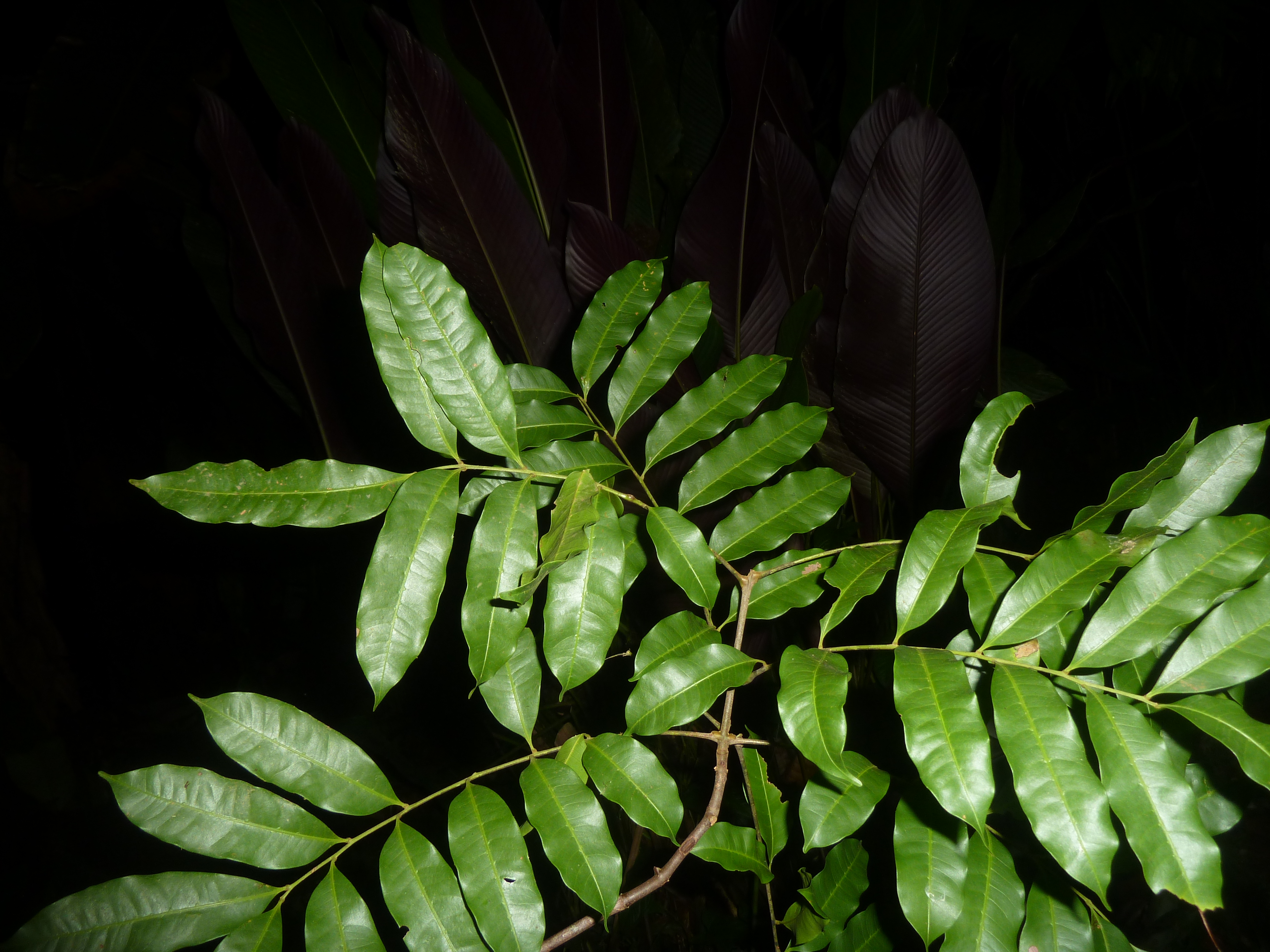
Hojas de Mataya oppositifolia

## Descripción
Son árboles o arbustos; que alcanzan un tamaño de 23 m de alto; tallos teretes a levemente sulcados, menudamente puberulentos cuando jóvenes, glabros con la edad. Hojas opuestas a subopuestas; folíolos 4–17, elíptico-lanceolados a oblongo-ovados, 6–12 cm de largo y 1–2.5 (–3.5) cm de ancho, subagudos a cortamente acuminados en el ápice, margen entero y no revoluto, subcoriáceos, glabros o casi así, nervio principal prominente en ambas superficies, sésiles. Panícula axilar o terminal, 4–20 cm de largo, frecuentemente más larga que las hojas, raquis densamente puberulento, flores 1 mm de largo, blancas a amarillentas a verdosas; cáliz densamente aplicado-pubescente; pétalos rudimentarios. Cápsula profundamente 2–3 lobada, 10–12 (–20) mm de largo y 10–15 (–18) mm de ancho, glabra o casi así, rojiza, cortamente estipitada; semillas subglobosas, 6–10 mm de largo, lustrosas, negras, arilo anaranjado.

## Distribución
Es una especie rara que se encuentra en los bosques nublados, a una altitud de 1200–1400 metros desde México a Panamá, Cuba y Puerto Rico.

## Taxonomía
Matayba oppositifolia fue descrita por (A.Rich.) Britton y publicado en Scientific Survey of Porto Rico and the Virgin Islands 5(4): 528. 1924
Sinonimia
- Cupania oppositifolia A.Rich.
- Matayba apetala subsp. oppositifolia (A.Rich.) Borhidi ex Vales & Carreras[2]